# Монтиньи-сюр-Армансон
Монтиньи́-сюр-Армансо́н (фр. Montigny-sur-Armançon) — коммуна во Франции, находится в регионе Бургундия. Департамент коммуны — Кот-д’Ор. Входит в состав кантона Семюр-ан-Осуа. Округ коммуны — Монбар.
Код INSEE коммуны — 21431.

## Население
Население коммуны на 2010 год составляло 141 человек.
| 1962 | 1968 | 1975 | 1982 | 1990 | 1999 | 2010 |
| ---- | ---- | ---- | ---- | ---- | ---- | ---- |
| 109  | 109  | 79   | 84   | 101  | 100  | 141  |

## Экономика
В 2010 году среди 86 человек трудоспособного возраста (15—64 лет) 60 были экономически активными, 26 — неактивными (показатель активности — 69,8 %, в 1999 году было 70,2 %). Из 60 активных жителей работали 57 человек (28 мужчин и 29 женщин), безработных было 3 (1 мужчина и 2 женщины). Среди 26 неактивных 8 человек были учениками или студентами, 14 — пенсионерами, 4 были неактивными по другим причинам.